# 誘導放射能
誘導放射能(ゆうどうほうしゃのう、induced radioactivity)とは物質に加速器や原子炉などによって放射線を照射したときに放射化によって生じる放射能のことである

## 誘導放射能の生成率
以下では原子炉や加速器によって、一定の放射線を物質に照射し続けた場合どの程度の誘導放射能が生じるかについて述べる。照射対象の物質の単位体積あたりにM個の原子数を持つ同位体があり、崩壊定数λの放射性同位体が生成される反応断面積をσ、照射される放射線の流束をφ、単位体積あたりにおいて生成された放射性同位体の原子数をNとすれば、微小時間dt内に生成される放射性同位体数は
{\displaystyle \sigma \phi {Mdt}}
であるが、生成された瞬間から放射性崩壊により壊変し続けるため、それを計算にいれれば、生成率dNは
{\displaystyle {\frac {dN}{dt}}=\sigma \phi {M}-\lambda {N}}
で与えられる。T時間照射したときの放射性同位体の原子数は
{\displaystyle {\frac {\sigma \phi {M}}{\lambda }}(1-e^{-\lambda {t}})}
であり、照射を停止した瞬間の放射能は
{\displaystyle \sigma \phi {M}(1-e^{-\lambda {t}})}
である。ここでσφMは無限時間照射を行った場合の放射能で飽和強度といい、(1-e-λt)を飽和因子という。